# SN 2005iv
SN 2005iv – supernowa typu Ia odkryta 20 października 2005 roku w galaktyce A203144+0014. W momencie odkrycia miała maksymalną jasność 21,90m.